# 1000 شكل من أشكال الخوف (ألبوم موسيقي)
1000 شكل من أشكال الخوف (بالإنجليزية: 1000 Forms of Fear) هو سادس ألبوم موسيقي للمغنية الأسترالية سيا الذي صدر في 4 يوليو 2014 من قبل شركة التسجيلات مونكي بازل، وتسجيلات انرشا في استراليا، وتسجيلات آر سي إيه.
يتضمن الألبوم تأثيرات من موسيقى الريغي والهيب هوب. من الناحية الغنائية، يركز الألبوم على معاناة سيا في التعامل مع إدمان المخدرات والتشخيص الخاطئ للاضطراب ثنائي القطب في ذلك الوقت، والذي أعيد تشخيصه لاحقًا على أنه اضطراب معقد ما بعد الصدمة في عام 2019.

## الترويج الألبوم
في مقابلة مع مجلة Dazed & Confused، أوضحت سيا أنها قررت عدم إظهار وجهها في مقاطع الفيديو واللقطات الصحفية في الحملة الدعائية لألبوم، وبدلاً من ذلك، ركزت على خلق فن بصري من خلال مقاطع الفيديو الخاصة بها. من خلال الترويج للألبوم، استعانت سيا مادي زيغلر لتكون شخصيتها على المسرح وأدت الأغنية وظهرها للكاميرا. في 19 مايو 2014، أدت سيا أغنية ”Chandelier“ في برنامج The Ellen DeGeneres Show، حيث أعادت مادي زيجلر تصميم الرقصات في الفيديو الموسيقي. كما أدت سيا الأغنية في برنامج Late Night with Seth Meyers في 9 يونيو 2014، مع نجمة Girls Lena Dunham التي أدت تصميم الرقصات. في 4 يوليو 2014، ظهرت سيا في برنامج Jimmy Kimmel Live! حيث أدت أغنية ”Chandelier“ و”Big Girls Cry“ و”Elastic Heart“.
في 30 يوليو 2014، قدمت سيا أغنية ”Chandelier“ و”Elastic Heart“ و”Big Girls Cry“ في برنامج ”ساوند كلاش“ على قناة  VH1، في 17 يناير 2015، قدمت سيا أغنية ’Chandelier‘ و”Elastic Heart“ في برنامج Saturday Night Live. في 8 فبراير 2015، قدمت سيا وزيجلر مع الممثلة كريستين ويغ أغنية ”الثريا“ في غرفة تشبه غرفة التصوير حفل توزيع جوائز جرامي 2015.
تم توفير أغنية "Big Girls Cry" للتحميل الموسيقي الإلكتروني في 25 يونيو. وفي 2 أبريل 2015، تم إصدار فيديو كليب للأغنية التي ظهرت فيه زيغلر بنفس الشعر المستعار الأشقر أمام خلفية سوداء وهي تلوي وجهها وتستخدم يديها للتعبير عن عدد كبير من المشاعر.
تم إصدار أغنية "Elastic Heart" كثالث أغنية منفردة من ألبوم 1000 شكل من أشكال الخوف في يناير  2015. صدر فيديو موسيقي للأغنية في 7 يناير 2015 وتظهر فيه زيغلر بنفس الشعر المستعار الأشقر وهي ترقص في قفص طيور عملاق أمام الممثل شيا لابوف. وقد شوهدت الأغنية على اليوتيوب أكثر من مليار مرة. بلغت أغنية "Elastic Heart" ذروتها في المرتبة 17 على قائمة بيلبورد هوت 100 الأمريكية واحتلت المرتبة الأولى ضمن الخمسة الأوائل في عدة دول، بما في ذلك أستراليا وأيرلندا.
صدرت أغنية "Fire Meet Gasoline" رسميًا كرابع وآخر أغنية منفردة من الألبوم في ألمانيا في 19 يونيو 2015. وصدر فيديو موسيقي في 23 أبريل 2015 على يوتيوب. وقام ببطولته كلوم والممثل بيدرو باسكال ممثل مسلسل صراع العروش.
تم إصدار أغنية "Eye of the Needle" رقميًا في 3 يونيو 2014 كأغنية منفردة ترويجية.

## الأداء التجاري
تلقى ألبوم 1000 شكل من أشكال الخوف مراجعات إيجابية بشكل عام من النقاد الموسيقيين، الذين أشادوا بغناء سيا وكذلك بالمحتوى الغنائي للألبوم. ظهر الألبوم لأول مرة في المرتبة الأولى على قائمة بيلبورد 200 الأمريكية بمبيعات بلغت 52,000 نسخة في الأسبوع الأول. كما احتل الإصدار أيضاً المركز الأول في قوائم أستراليا وكندا، ووصل إلى المراكز الخمسة الأولى في الدنمارك ونيوزيلندا والنرويج والسويد وسويسرا والمملكة المتحدة. واعتبارًا من 26 أكتوبر 2015، حصل الألبوم على شهادة ذهبية من RIAA التي تشير إلى بيع 500,000 وحدة من الألبوم المكافئ في الولايات المتحدة. واعتبارًا من يناير 2016، باع الألبوم مليون نسخة في جميع أنحاء العالم.
تصدر ألبوم 1000 Forms of Fear لأول مرة قائمة بيلبورد 200 الأمريكية بمبيعات بلغت 52,000 نسخة في الأسبوع الأول. وبذلك، أصبح بذلك أقل رقم مبيعات لألبوم يحتل المرتبة الأولى على الرسم البياني منذ ما يقرب من عامين. علق كليم باستو في صحيفة الجارديان على نجاح الألبوم في الولايات المتحدة: ”عادةً ما يحقق الفنانون الأستراليون أداءً أفضل في مخطط بيلبورد هوت 100 للأغاني المنفردة على قائمة بيلبورد هوت 100، ولكن حتى في ذلك الوقت، تجد سيا نفسها في صحبة نادرة.“ وفي صحيفة سيدني مورنينج هيرالد، رأى جورج بالاثينجال أن تصدر الألبوم لأول مرة على قمة بيلبورد 200 هو نتيجة ”ضربة عبقرية (مضادة) للتسويق“ و”حالة من موسيقى البوب عالية الجودة التي تفتخر بها.“ بيعت 1000 شكل من أشكال الخوف 374,000 نسخة في الولايات المتحدة حتى ديسمبر 2015.
في أستراليا، ظهر الإصدار لأول مرة على رأس قائمة ألبومات ARIA في 20 يوليو 2014 وظل على القائمة لمدة 20 أسبوعًا. في أبريل 2015، حصل الألبوم على شهادة البلاتين من قبل رابطة صناعة التسجيلات الأسترالية لشحنه 70,000 وحدة في البلاد. كما احتل ألبوم 1000 شكل من أشكال الخوف المرتبة الأولى على قائمة الألبومات الكندية. كما احتل الإصدار أيضًا قائمة أفضل خمسة ألبومات في العديد من البلدان، بما في ذلك النرويج (المرتبة الثانية) ونيوزيلندا والسويد وسويسرا (المرتبة الرابعة) والدنمارك (المرتبة الخامسة). في المملكة المتحدة، احتل ألبوم 1000 شكل من الخوف المرتبة الخامسة على قائمة ألبومات المملكة المتحدة وحصل على شهادة ذهبية من قبل صناعة التسجيلات الصوتية البريطانية. اعتبارًا من فبراير 2016، بيعت من الألبوم 268,949 نسخة في المملكة المتحدة.اعتبارًا من يناير 2016، بيعت مليون نسخة في جميع أنحاء العالم.

## قائمة أغاني الألبوم
| عنوان الأغنية            | المدة |
| ------------------------ | ----- |
| "Chandelier"             | 3:36  |
| "Big Girls Cry"          | 3:30  |
| "Burn the Pages"         | 3:15  |
| "Eye of the Needle"      | 4:08  |
| "Hostage"                | 2:56  |
| "Straight for the Knife" | 3:31  |
| "Fair Game"              | 3:51  |
| "Elastic Heart"          | 4:17  |
| "Free the Animal"        | 4:24  |
| "Fire Meet Gasoline"     | 4:01  |
| "Cellophane"             | 4:25  |
| "Dressed in Black"       | 6:40  |

## قائمة المراجع
1. ↑  "I'm a little crazy 🏳‍🌈 on Twitter". Twitter (بالإنجليزية). Archived from the original on 2019-10-07. Retrieved 2025-05-14.
2. ↑  UCLA, Christi Carras Former staff writer Christi Carras reported on the entertainment industry for the Los Angeles Times She previously covered entertainment news for The Times after graduating from; Variety, working at; Reporter, the Hollywood; Newsource, C. N. N. (7 Oct 2019). "Usually private Sia goes public with Ehlers-Danlos diagnosis and more". Los Angeles Times (بالإنجليزية الأمريكية). Archived from the original on 2025-05-14. Retrieved 2025-05-14.
3. ↑  Dazed (21 May 2014). "Sia on taking performance art to the masses". Dazed (بالإنجليزية). Archived from the original on 2025-05-14. Retrieved 2025-05-14.
4. ↑  "Shame Sia, for using Maddie as a decoy". DailyTelegraph (بالإنجليزية). Archived from the original on 2015-06-11. Retrieved 2025-05-14.
5. ↑  Gibson, Megan (10 Jun 2014). "Watch Lena Dunham dance to Sia's "Chandelier" on Late Night with Seth Meyers". TIME (بالإنجليزية). Archived from the original on 2025-05-14. Retrieved 2025-05-14.
6. ↑  "Sia Continues To Hide Her Face During 'Jimmy Kimmel' Performance - MTV". web.archive.org. 23 مارس 2015. اطلع عليه بتاريخ 2025-05-14.
7. ↑  "SoundClash: Ed Sheeran, Grouplove + Sia Furler's Set List Leaked | VH1 Music News". web.archive.org. 29 يناير 2015. اطلع عليه بتاريخ 2025-05-14.
8. ↑  "You Don't Have to 'Get' Sia to Love Her on 'SNL' | Village Voice". web.archive.org. 17 مارس 2015. اطلع عليه بتاريخ 2025-05-14.
9. ↑  Harris, Aisha (9 Feb 2015). "Watch Kristen Wiig Perform "Chandelier" With Sia on the Grammys". Slate (بالإنجليزية الأمريكية). ISSN:1091-2339. Archived from the original on 2024-05-20. Retrieved 2025-05-14.
10. ↑  "Big Girls Cry (2014) | Sia | High Quality Music Downloads | 7digital Suomi". web.archive.org. 8 يناير 2015. اطلع عليه بتاريخ 2025-05-14.
11. ↑  "Sia, 'Big Girls Cry' : NPR". web.archive.org. 5 أبريل 2015. اطلع عليه بتاريخ 2025-05-14.
12. ↑  "SIA - Elastic Heart (RCA) | Radio Date 09/01/2015". web.archive.org. 9 يناير 2015. اطلع عليه بتاريخ 2025-05-14.
13. ↑  McRady, Rachel (7 Jan 2015). "Sia's "Elastic Heart" Music Video Features Shia LaBeouf in Underwear". Us Weekly (بالإنجليزية الأمريكية). Archived from the original on 2025-05-14. Retrieved 2025-05-14.
14. ↑  "1000 Forms of Fear". Wikipedia (بالإنجليزية). 29 Apr 2025. Archived from the original on 2025-03-06.

## روابط خارجية
- 1000 شكل من أشكال الخوف على موقع ميتاكريتيك (الإنجليزية)
- 1000 شكل من أشكال الخوف موقع أول ميوزيك (الإنجليزية)
- 1000 شكل من أشكال الخوف قاعدة بيانات ديسكوغز (الإنجليزية)
- 1000 شكل من أشكال الخوف على موسوعة ميوزيك برينز (MBRG).